# 金子宗平
金子 宗平（かねこ そうへい、1937年〈昭和12年〉8月10日 - 2006年〈平成18年〉7月31日）は、昭和時代の日本の陸上競技選手。元円盤投日本記録保持者。ローマオリンピック代表・1964年東京オリンピック代表。日本選手権5連覇、日本記録更新7回など、数々の記録を打ち立てた。群馬県沼田市出身。身長175センチメートル、体重78キログラム。

## 経歴
群馬県沼田市硯田町出身。薄根中学校から群馬県立高崎工業高等学校に進学。高校では陸上部に所属し、1954年の関東大会で40ｍ45をマークし優勝。翌1955年の関東大会で47ｍ50の高校新記録を樹立し優勝し、酒田で開催された全国大会でも優勝。
翌1956年日本大学へ進学。同年の関東学生新人で44ｍ47の戦後新記録を樹立。翌1957年日本インカレで優勝し、パリで開催された国際学生選手権大会に出場、日本選手団の旗手を務めた。同年日本選手権では45ｍ64で優勝。以後1961年まで5連覇。1958年東京開催の第3回アジア競技大会では5位。同年米対日本学生大会で46ｍ49の日本記録を樹立し、宮城栄仁が1940年に46ｍ19を記録して以来破られていなかった日本記録を18年ぶりに更新した。これ以降も6度自己の持つ日本記録を更新した。1959年トリノで開催された国際学生スポーツ大会に出場。
1959年の東日本実業団選手権で45m71をマークし優勝、砲丸投も12m59で制す。以後1961年まで3連覇。
1960年にリッカーミシン入社。同年の全日本実業団対抗陸上競技選手権大会では48ｍ71で優勝、砲丸投でも13ｍ45で2位入賞。同年のローマオリンピックでは予選敗退。
翌1961年の全国実業団対抗でも46ｍ25で優勝。1962年の同大会も45ｍ11で優勝。同年ジャカルタで開催された第4回アジア競技大会では3位入賞。同年の日本選手権では46ｍ38で2位。
1963年、50m92を投げて東日本実業団選手権を再び制す。同年の全日本実業団対抗は46ｍ50で3位。同年プレオリンピックとして開催された東京国際スポーツ大会兼日本陸上競技選手権大会で日本選手団旗手の大役をつとめた。大会でも49ｍ76で2位に入賞した。
1964年の全国実業団対抗では48ｍ21で2位。同年6月の新潟国体オープン競技で51m28を記録し自己最高を更新。7月の日本選手権では48ｍ56で2位。同年の東京オリンピックでは46m46で予選敗退。
1965年にリッカーミシンを退社。
2002年、胃癌と診断され、手術を受けた。
2006年7月31日、膵臓癌により前橋市内の病院で死去。68歳。

## エピソード
- 日本選手権5連覇の偉業を成し遂げる。この記録は2004年に畑山茂雄が更新するまで40年近く破られなかった。
- 十種競技元日本記録保持者の金子宗弘は実子[29][3]。宗弘が1986年の山口インターハイで優勝した際には、親子二代での優勝として話題になった。
- 晩年はアマチュアゴルフ選手として活躍。群馬県都市対抗ゴルフ選手権優勝、群馬県シニアゴルフ選手権優勝などの成績を誇る群馬県屈指のプレーヤーとして活躍した[3]。